# Liste jakobitischer Thronprätendenten
In dieser Liste sind alle jakobitischen Thronprätendenten verzeichnet, die die englische und die schottische Krone beanspruchten bzw. von den Jakobiten als Nachfolger der Stuarts betrachtet werden.

## Haus Stuart
| Bild | Name (Lebensdaten)                                        | Dynastie | Anmerkungen |
| ---- | --------------------------------------------------------- | -------- | --- |
|      | Jakob II./VII. (* 14. Oktober 1633, † 16. September 1701) | Stuart   | Sohn Karls I., bis zur Glorious Revolution 1688 König von England, Schottland und Irland                              |
|      | Jakob III./VIII. (* 10. Juni 1688, † 1. Januar 1766)      | Stuart   | Sohn Jakobs II., genannt The Old Pretender                                                                            |
|      | Karl III. (* 31. Dezember 1720, † 31. Januar 1788)        | Stuart   | Sohn Jakobs III./VIII., genannt The Young Pretender. Er konnte sich gegen Georg II. nicht durchsetzen                 |
|      | Heinrich IX./I. (* 6. März 1725, † 13. Juli 1807)         | Stuart   | Sohn Jakobs III./VIII. und Bruder Karls III., Kardinalherzog von York. Mit ihm starben die Stuarts im Mannesstamm aus |

## Haus Savoyen
Nach dem Tode Henry Benedict Stuarts im Jahr 1807, mit dem die Stuarts in direkter männlicher Linie ausstarben, sahen die Jakobiten Karl Emanuel von Savoyen, einen Urururenkel von König Karl I. über dessen jüngste Tochter Henriette Anne, als nächsten Verwandten der Stuarts an. Karl Emanuel lebte wie Henry Benedict in Rom und war häufig bei ihm zu Gast. Damit ging die Erbfolge auf das Haus Savoyen über. Im Unterschied zu den Stuarts haben weder Karl Emanuel IV., der 1815 Novize des Jesuitenordens wurde, noch einer der nachfolgenden möglichen Prätendenten aus den Häusern Savoyen, Österreich-Este und Wittelsbach jemals formell Anspruch auf die englische und die schottische Krone erhoben. Formell handelt sich bei diesen Personen damit nicht mehr um Thronprätendenten. Auch die Ordnungszahlen sind daher, schon ab Jakob III./VIII., Anspruch bzw. fiktive Weiterzählung der Herrschernamen ab 1688.
| Bild | Name (Lebensdaten)                                       | Dynastie | Anmerkungen |
| ---- | -------------------------------------------------------- | -------- | --- |
|      | Karl IV. (* 24. Mai 1751, † 6. Oktober 1819)             | Savoyen  | Eigentlich Karl Emanuel IV. von Savoyen, 1796–1802 König von Sardinien-Piemont. Neffe 2. Grades Heinrichs IX./I. |
|      | Viktor (* 24. Juli 1759, † 10. Januar 1824)              | Savoyen  | Eigentlich Viktor Emanuel I. von Savoyen, 1802–1831 König von Sardinien-Piemont. Bruder seines Vorgängers |
|      | Maria III/II. (* 6. Dezember 1792, † 15. September 1840) | Savoyen  | Eigentlich Maria Beatrix von Savoyen. Älteste Tochter ihres Vorgängers, Herzogin von Modena und Reggio. Wird aufgrund des Anspruches von Maria Stuart auf den englischen Thron (als Maria II.) teilweise als Maria III. von England gezählt |

## Haus Österreich-Este
Nach dem Tode von Maria Beatrix von Savoyen ging die Erbfolge an das Haus Österreich-Este über, eine Nebenlinie des Hauses Habsburg-Lothringen.
| Bild | Name (Lebensdaten)                                | Dynastie        | Anmerkungen |
| ---- | ------------------------------------------------- | --------------- | --- |
|      | Franz I. (* 1. Juni 1819, † 20. November 1875)    | Österreich-Este | Eigentlich Herzog Franz V. von Modena, Sohn seiner Vorgängerin Maria Beatrix von Savoyen (Maria II./III.) |
|      | Maria IV./III (* 2. Juli 1849, † 3. Februar 1919) | Österreich-Este | Eigentlich Marie Therese von Österreich-Este, Königin von Bayern, Nichte von Herzog Franz V. von Modena. Wird aufgrund des Anspruches von Maria Stuart auf den englischen Thron (als Maria II. von England) teilweise als Maria IV. von England gezählt |

## Haus Wittelsbach
Durch die Heirat Marie Thereses von Österreich-Este mit Ludwig III. von Bayern ging die Erbfolge an das Haus Wittelsbach über.
| Bild | Name (Lebensdaten)                                  | Dynastie    | Anmerkungen |
| ---- | --------------------------------------------------- | ----------- | --- |
|      | Rupprecht I./IV. (* 18. Mai 1869, † 2. August 1955) | Wittelsbach | Eigentlich Kronprinz Rupprecht von Bayern, Sohn seiner Vorgängerin Marie Therese von Österreich-Este (Maria III./IV.). Sein englischer Thronname wäre Robert I./IV., da der Name Rupprecht mit Robert sprachgeschichtlich identisch ist und daher ab Robert III. von Schottland gezählt wird. |
|      | Albrecht (* 3. Mai 1905, † 8. Juli 1996)            | Wittelsbach | Eigentlich Albrecht von Bayern, bis 1918 Erbprinz von Bayern, Sohn Rupprechts von Bayern |
|      | Franz II. (* 14. Juli 1933)                         | Wittelsbach | Eigentlich Franz von Bayern, Oberhaupt des Hauses Wittelsbach, ältester Sohn Albrechts von Bayern |

## Weitere Thronfolge
Nach gegenwärtigem Stand wird die jakobitische Thronfolge im Falle des Todes von Franz von Bayern an seinen Bruder Max Emanuel übergehen. Danach folgt dessen Tochter Sophie. Diese hat in das Haus Liechtenstein eingeheiratet. Damit würde der jakobitische Thronanspruch auf die Nachkommen Sophies, die dem Haus Liechtenstein angehören, übergehen, zunächst auf ihren Sohn Joseph Wenzel, der damit der erste jakobitische Prätendent seit Jakob III./VIII. wäre, der in England geboren wurde.